# Occidozyga vittata
Espèce
Synonymes
- Oxyglossus laevis var. vittata Andersson, 1942
- Phrynoglossus vittatus (Andersson, 1942)
- Occidozyga vittatus (Andersson, 1942)

Statut de conservation UICN

 LC  : Préoccupation mineure
Occidozyga vittata est une espèce d'amphibiens de la famille des Dicroglossidae.

## Répartition
Cette espèce est endémique de la province de Lâm Đồng au Viêt Nam.
Aucune population sauvage n'est actuellement connue.

## Publication originale
- Andersson, 1942 : A small collection of frogs from Annam collected in the years 1938-1939 by Bertil Björkegren. Arkiv för Zoologi, Stockholm, vol. 34, p. 1-11.